# نيفي بير
نيفي بير هو رصيف طويل على الشاطئ شيكاغو من بحيرة ميشيغان، ويقع في حي Streeterville من منطقة الجانب الشمالي. وقد تم بناء رصيف في عام 1916 بتكلفة 4.5 مليون دولار، أي من ما يعادل إلى 96100000دولار اليوم. [2] وكان جزء من خطة تطوير شيكاغو التي وضعها المهندس المعماري دانيال برنهام ورفاقه. وكان من المقرر بناء نيفي بير ليكون بمثابة قطعة لتخدم كبنية تحتية متعددة الأغراض من البنية التحتية العامة.و يعتبر نيفي بير حالياً من آهم المناطق السياحية في شيكاغو حيث يحتوي على العديد من العروض الصيفية ومتنزه للأطفال ورحلات بحرية بالإضافة للعديد من المطاعم المتنوعة وآماكن التسوق.

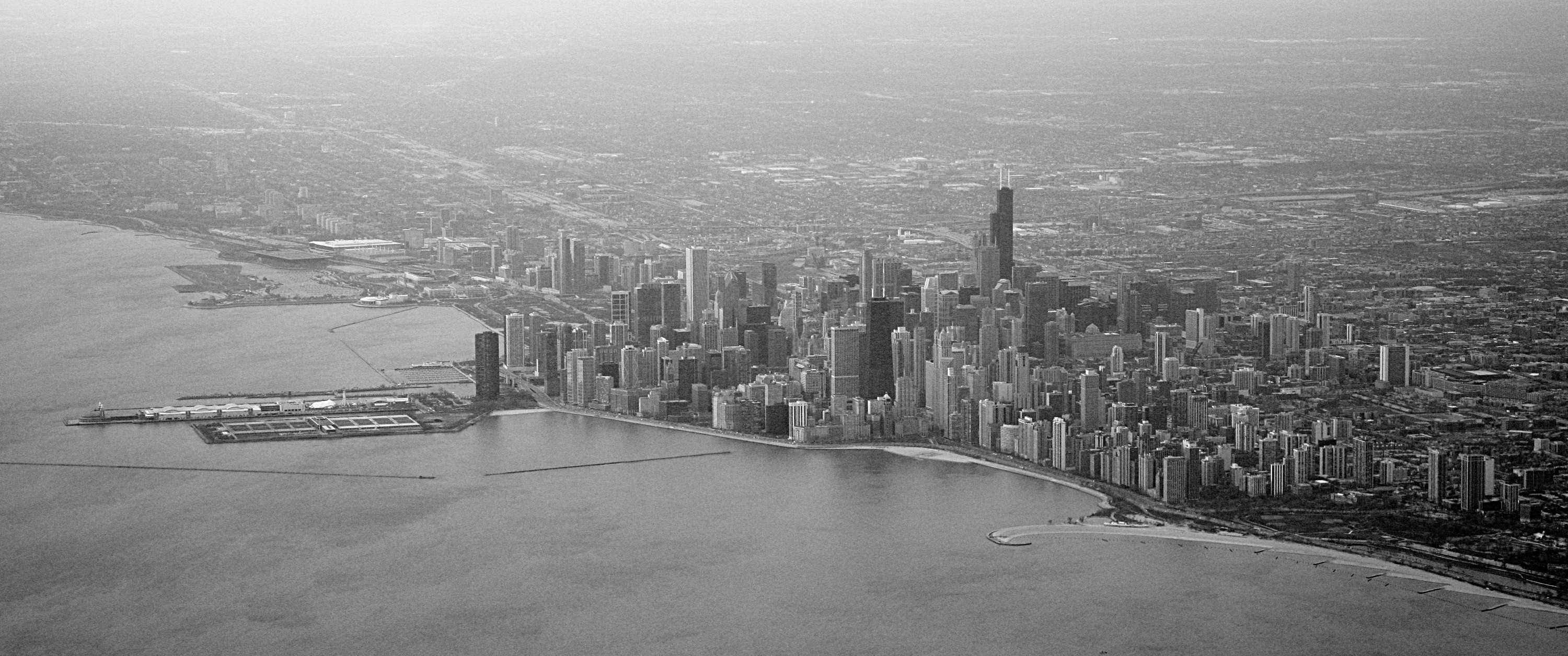
Navy Pier (left) extends into بحيرة ميشيغين

## وصلات إضافية
- الموقع الرسمي